# Jim Justice
James Conley Justice II (Charleston, Nyugat-Virginia, 1951. április 27. –) amerikai üzletember és politikus, 2025 óta az Egyesült Államok szenátora Nyugat-Virginia államból. 2017 és 2025 között az állam 36. kormányzója. Justice korábban milliárdos volt, de 2021-re vagyona 500 millió dollárra csökkent. Apjától örökölt meg egy szénbányászattal foglalkozó céget, ami alá 94 további tartozott.
2015-ben Justice bejelentette, hogy elindul a 2016-os kormányzóválasztáson, és ugyan republikánusként volt regisztrálva, demokrataként vett részt a választáson, legyőzve a republikánus Bill Cole-t. Kevesebb, mint hét hónappal később viszont pártot váltott, egy Donald Trumppal közös kampányeseményen bejelentve döntését. A 2020-as kormányzóválasztáson könnyen legyőzte a demokrata Ben Salangót.
2023. április 27-én Justice bejelentette, hogy a 2024-es választásokon republikánus jelöltként fog indulni Nyugat-Virginia szenátorválasztásán, a hivatalban lévő – demokrata, majd független – Joe Manchin ellen. November 9-én, annak ellenére, hogy beadta a megfelelő dokumentumokat, Manchin kijelentette, hogy elhagyja a szenátust mandátuma végén, így Justice egyértelműen az esélyese lett a választásnak. A demokrata jelölt Glenn Elliott volt, Wheeling polgármestere.
Politikáját tekintve Justice konzervatív, egyike a liberálisabb republikánusoknak. Ennek ellenére ellenzi a nők jogát az abortuszhoz, betiltotta a nemi megerősítő műtéteket fiataloknak, de támogatja az Obamacare-t és ellenezte a próbálkozásokat visszavonására. Támogatja a fegyverviseléshez való jogot, illetve a megújuló energiaforrások használatát.